# Ian Lambert Bonifant
Ian Lambert Bonifant, novozelandski general, * 3. marec 1912, † 7. maj 1994.